# Naviglio militare austro-ungarico della prima guerra mondiale

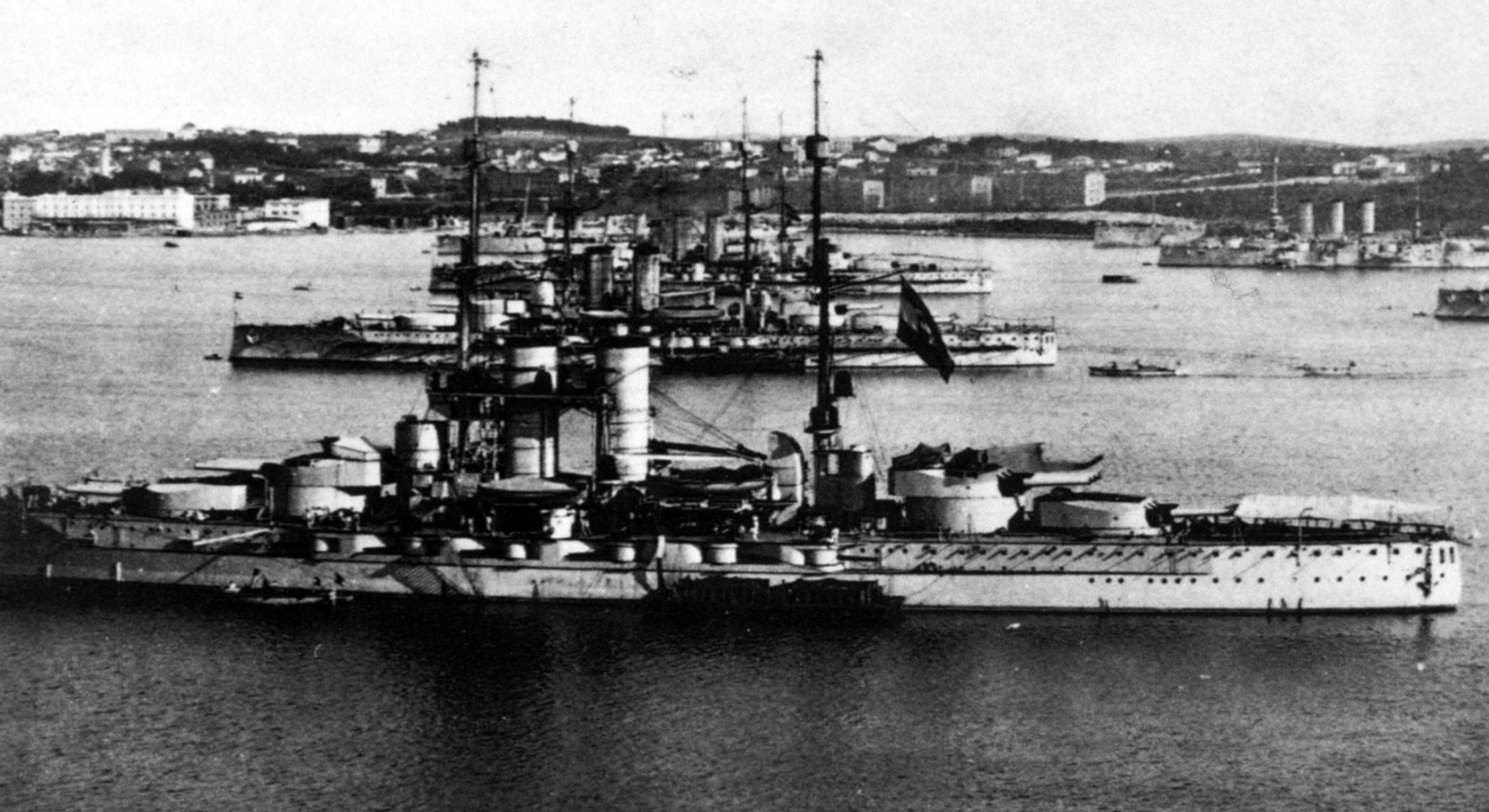
Corazzate della marina austrungarica ancorate al porto di Pola

La Marina militare austro-ungarica costruì nel corso dell'Ottocento e dei primi del Novecento diverse navi da guerra che composero la propria flotta militare. Le corazzate vennero prodotte tra il 1900 ed il 1917 mentre, per difendere le coste dell'Adriatico in tempo di guerra, l'Austria-Ungheria aveva precedentemente creato una serie di navi da guerra e incrociatori armati. Sotto il governo di Francesco Giuseppe d'Austria la Kriegsmarine conobbe una fortissima espansione, accelerata dalla nomina a responsabili della marina di personaggi noti nel mondo militare dell'epoca come Hermann von Spaun.
Gran parte delle navi prestò servizio durante la Prima guerra mondiale e, dopo la sconfitta dell'Impero, gran parte della flotta venne smantellata o passò a Francia, Gran Bretagna, Stati Uniti e Italia, le maggiori potenze vincitrici del conflitto.

## Parole chiave
| Cannoni      | Numero e tipologia dei cannoni imbarcati                                                    |
| Dislocamento | Portata in pieno armamento da combattimento                                                 |
| Propulsione  | Numero di semiassi marini, tipo di sistema di propulsione e massimo della velocità generata |
| Servizio     | Date di conclusione dei lavori, varo, entrata in servizio, destino                          |

## Navi da battaglia

### La classe Habsburg

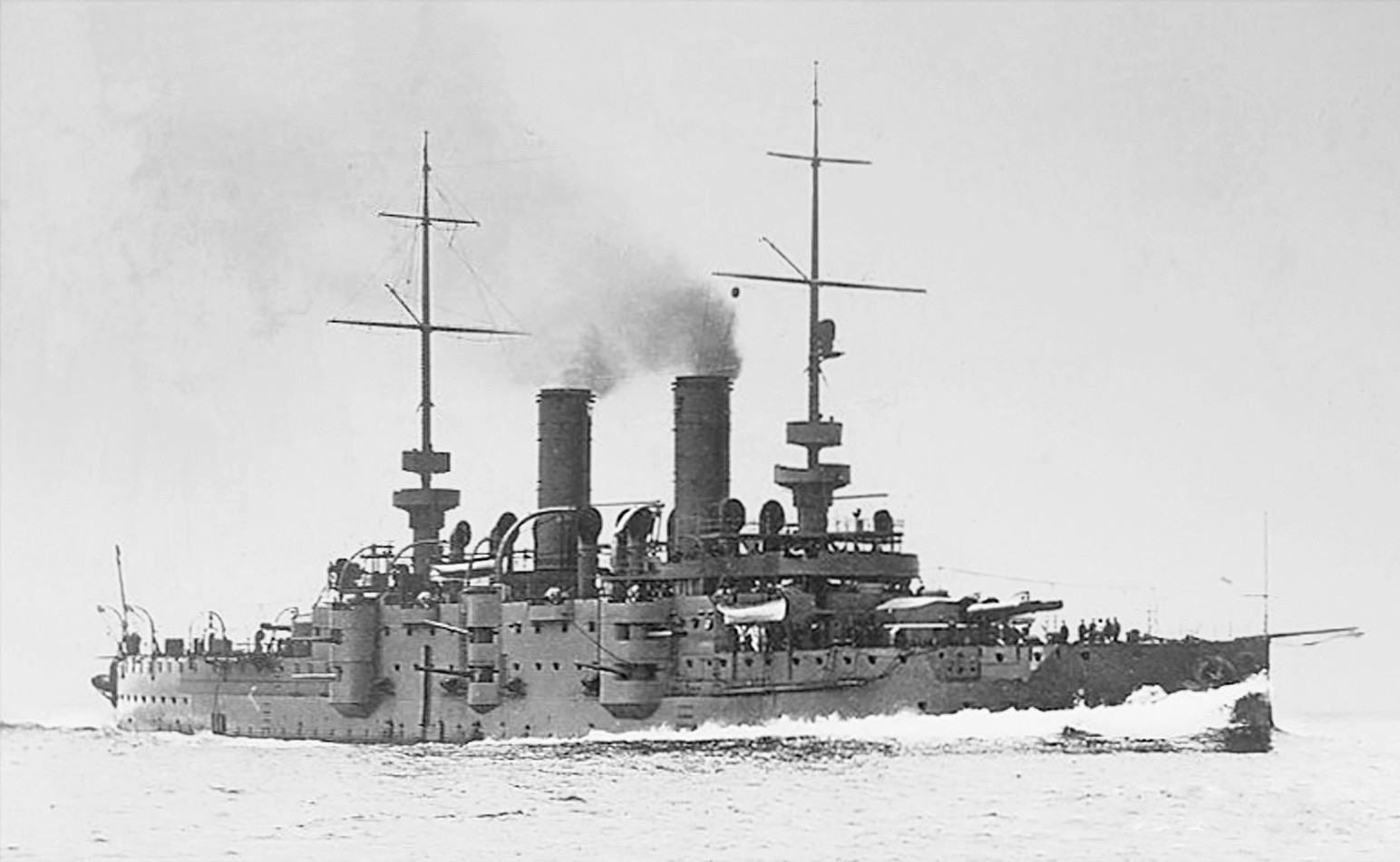
Una nave della classe Habsburg

La classe Habsburg fu la prima ad essere costruita all'inizio del XX secolo dall'Impero Austro-Ungarico. Questa classe era composta da tre navi: SMS Habsburg, SMS Árpád e SMS Babenberg.
L'unità capoclasse fu la Habsburg, varata il 9 settembre 1900. seguita dalla Árpád, varata l'11 settembre 1901. L'ultima nave della classe fu la Babenberg che venne varata il 4 ottobre 1902. Tutte e tre le navi, ad ogni modo, ebbero un servizio limitato durante la Prima guerra mondiale in forza alla IV divisione della flotta austro-ungarica. La Babenberg e la Árpád parteciparono al bombardamento della costa adriatica del 24 maggio 1915, mentre la Habsburg venne adoperata essenzialmente per la difesa costiera. Tutte e tre le navi, dopo la Prima guerra mondiale, passarono alla Gran Bretagna la quale poi le vendette all'Italia che le affondò nel 1921.
| Nave          | Cannoni   | Dislocamento | Propulsione                                                           | Servizio               | Servizio          | Servizio            | Servizio                     |
| Nave          | Cannoni   | Dislocamento | Propulsione                                                           | Conclusione dei lavori | Varo              | Entrata in servizio | Destino                      |
| ------------- | --------- | ------------ | --------------------------------------------------------------------- | ---------------------- | ----------------- | ------------------- | ---------------------------- |
| SMS Habsburg  | 3 × 24 cm | 8.232 t      | 2 cilindri, motore a vapore verticale a tripla espansione, 36,34 km/h | 1899                   | 9 settembre 1900  | 31 dicembre 1902    | Distrutta nel 1921 in Italia |
| SMS Árpád     | 3 × 24 cm | 8.232 t      | 2 cilindri, motore a vapore verticale a tripla espansione, 36,39 km/h | 1900                   | 11 settembre 1901 | 15 giugno 1903      | Distrutta nel 1921 in Italia |
| SMS Babenberg | 3 × 24 cm | 8.232 t      | 2 cilindri, motore a vapore verticale a tripla espansione, 36,76 km/h | 1901                   | 4 ottobre 1902    | 15 aprile 1904      | Distrutta nel 1921 in Italia |

### Classe Erzherzog Karl

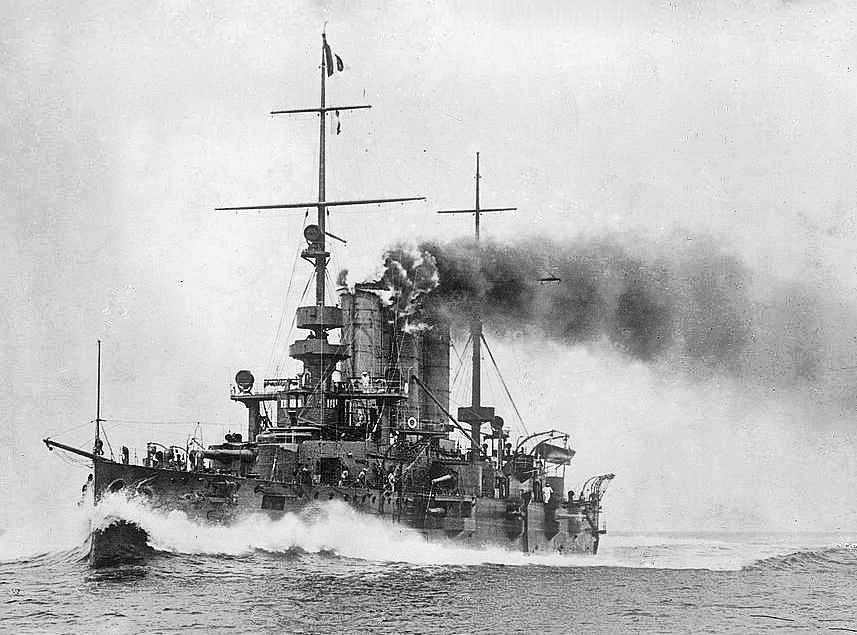
La SMS Erzherzog Ferdinand Max

La classe Erzherzog Karl fu la seconda classe di navi costruita dalla marina austro-ungarica. Come le navi della categoria Habsburg prima di loro, tutte le navi di classe Erzherzog Karl vennero costruite nello Stabilimento Tecnico Triestino presso il porto di Trieste appunto. La prima nave di questa classe a essere varata nel 1902 fu la SMS Erzherzog Karl. La costruzione delle rimanenti due navi da battaglia, la SMS Erzherzog Ferdinand Max e la SMS Erzherzog Friedrich vennero inaugurate nel 1904 anche se entrarono in servizio rispettivamente nel 1906 e nel 1907. Le tre navi della classe Erzherzog Karl erano considerate moderne per la loro stazza dal momento che le piccole dimensioni favorivano la presenza di più posto nei porti non venendo meno alla qualità ed alla resa militare
Malgrado questi vantaggi, le navi della classe Erzherzog Karl non ebbero un ruolo rilevante nella Prima guerra mondiale, prendendo essenzialmente parte al bombardamento di Ancona. Le navi presero anche parte nella soppressione dell'ammutinamento di Cattaro dal 1 al 3 febbraio 1918. A seguito della sconfitta dell'Impero nella Prima guerra mondiale, la SMS Erzherzog Karl venne ceduta alla Francia, mentre le altre due navi vennero concesse alla Gran Bretagna. La Erzherzog Karl subì dei danni durante il viaggio e venne acquisita dall'Italia che la demolì nel 1920, mentre la Gran Bretagna terminò la carriera delle altre due navi nel 1921.
| Nave                        | Cannoni   | Dislocamento | Propulsione                                                          | Servizio               | Servizio       | Servizio            | Servizio                                                                                  |
| Nave                        | Cannoni   | Dislocamento | Propulsione                                                          | Conclusione dei lavori | Varo           | Entrata in servizio | Destino                                                                                   |
| --------------------------- | --------- | ------------ | -------------------------------------------------------------------- | ---------------------- | -------------- | ------------------- | ----------------------------------------------------------------------------------------- |
| SMS Erzherzog Karl          | 4 × 24 cm | 10.472 t     | 4 cilindri, motore a vapore verticale a tripla espansione, 38,0 km/h | 24 luglio 1902         | 4 ottobre 1903 | 17 giugno 1906      | Danneggiata durante il viaggio in Gran Bretagna, ritirata dall'Italia e Demolita nel 1920 |
| SMS Erzherzog Ferdinand Max | 4 × 24 cm | 10.472 t     | 4 cilindri, motore a vapore verticale a tripla espansione, 38,0 km/h | 9 marzo 1904           | 21 maggio 1905 | 21 dicembre 1907    | Demolita nel 1921 in Gran Bretagna                                                        |
| SMS Erzherzog Friedrich     | 4 × 24 cm | 10.472 t     | 4 cilindri, motore a vapore verticale a tripla espansione, 38,0 km/h | 4 ottobre 1902         | 30 aprile 1904 | 31 gennaio 1907     | Demolita nel 1921 in Gran Bretagna                                                        |

### Classe Radetzky

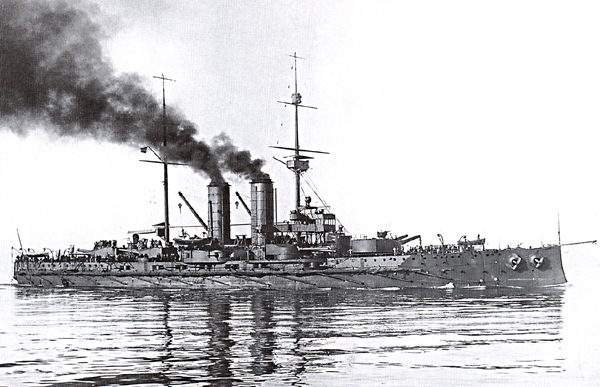
La SMS Radetzky

La classe Radetzky fu il terzo gruppo di navi costituito dalla marina austro-ungarica. La classe era composta di tre navi: la SMS Radetzky, la SMS Erzherzog Franz Ferdinand e la SMS Zrinyi; tutte le navi vennero costruite dallo Stabilimento Tecnico Triestino presso il porto di Trieste tra il 1907 ed il 1910. I loro cannoni secondari erano la principale differenza con le altre navi della flotta austro-ungarica.
Tutte e tre le navi vennero commissionate pochi anni prima dello scoppio della prima guerra mondiale e vennero poi assegnate alla 2ª divisione del 1º squadrone di battaglia assieme alle navi di classe Tegetthoff della 1ª divisione. Tutte queste navi condussero esercizi nel Mediterraneo tra il 1910 ed il 1911. Nel 1913, tutte insieme, parteciparono alla dimostrazione navale internazionale nel Mar Ionio che fu uno dei pretesti poi delle guerre balcaniche. Durante il primo conflitto mondiale, queste navi ebbero un servizio limitato e difficilmente lasciarono i porti austriaci. Ad ogni modo, nell'ottobre del 1914, le tre navi vennero bombardate dai francesi presso Lovcen durante l'invasione austro-ungarica del Montenegro. Dopo la dichiarazione di guerra all'Austria da parte dell'Italia nel 1915, le navi della classe Radetzky presero parte al bombardamento di Ancona. Dopo queste operazioni il contributo delle navi alla guerra in corso fu minimo. Dopo la sconfitta austriaca nella prima guerra mondiale, le navi passarono all'Italia che le distrusse tra il 1920 ed il 1926.
| Nave                          | Cannoni     | Dislocamento | Propulsione                                                          | Servizio               | Servizio         | Servizio            | Servizio                            |
| Nave                          | Cannoni     | Dislocamento | Propulsione                                                          | Conclusione dei lavori | Varo             | Entrata in servizio | Destino                             |
| ----------------------------- | ----------- | ------------ | -------------------------------------------------------------------- | ---------------------- | ---------------- | ------------------- | ----------------------------------- |
| SMS Erzherzog Franz Ferdinand | 4 × 30,5 cm | 14.508 t     | 4 cilindri, motore a vapore verticale a tripla espansione, 38,0 km/h | 1907                   | 8 settembre 1908 | 5 giugno 1910       | Demolita nel 1926 in Italia         |
| SMS Radetzky                  | 4 × 30,5 cm | 14.508 t     | 4 cilindri, motore a vapore verticale a tripla espansione, 38,0 km   | 1907                   | 3 luglio 1909    | 15 gennaio 1911     | Demolita dal 1920 al 1921 in Italia |
| SMS Zrinyi                    | 4 × 30,5 cm | 14.508 t     | 4 cilindri, motore a vapore verticale a tripla espansione, 38,0 km   | 1908                   | 12 aprile 1910   | 22 novembre 1911    | Demolita dal 1920 al 1921 in Italia |

### Classe Tegetthoff

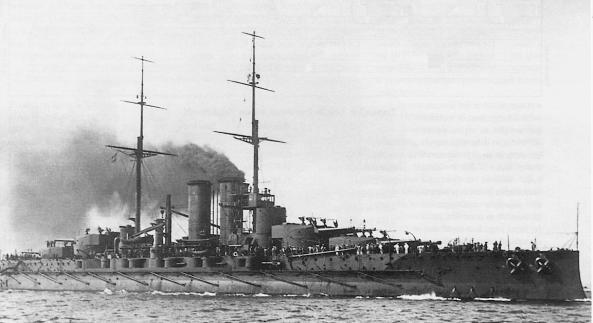
La SMS Viribus Unitis

La classe Tegetthoff fu il primo gruppo di navi di concezione moderna monocalibro costruite dalla marina austro-ungarica. Dopo la costruzione della prima monocalibro della Regia Marina italiana, la Dante Alighieri nel 1908, la marina austro-ungarica iniziò la costruzione in serie di questa tipologia di navi da battaglia. A differenza delle precedenti classi di navi, la Tegetthoff constava di quattro navi anziché tre. Esse erano la SMS Viribus Unitis, la SMS Tegetthoff la SMS Prinz Eugen e la SMS Szent István. Le prime tre navi vennero costruite dallo Stabilimento Tecnico Triestino del porto di Trieste, mentre la Szent István venne costruita dal Cantiere Danubius di Fiume. Tutte vennero realizzate tra il 1910 ed il 1915.
Due delle navi della classe Tegetthoff entrarono in servizio prima dell'inizio della Prima guerra mondiale mentre la Prinz Eugen entrò in servizio lo stesso mese dell'assassinio dell'arciduca Francesco Ferdinando d'Austria. L'ultima nave, la Szent István, entrò in servizio nel bel mezzo del conflitto, nel novembre del 1915. Prima della guerra le navi vennero assegnate alla 1ª divisione mentre durante la guerra esse si occuparono essenzialmente della sorveglianza del Canale di Otranto per impedire alle altre navi di lasciare l'Adriatico e come risultato esse ebbero il loro centro principale nel porto di Pola. Ad ogni modo le tre navi parteciparono al viaggio con le navi tedesche SMS Goeben e SMS Breslau nel 1914 come del resto al bombardamento della città di Ancona nel maggio del 1915 (la Szent István era ancora in costruzione come si è detto).
L'ultima operazione che condussero le navi della classe Tegetthoff fu il tentativo di forzare lo sbarramento del Canale di Otranto nel giugno del 1918. Durante queste operazioni la Szent István venne colpita da un Mas e affondata. La Viribus Unitis venne a sua volta affondata prima della fine della guerra, il 1º novembre 1918, da due uomini-rana italiani che penetrarono nel porto di Pola con un mezzo d'assalto (mignatta) e minarono la nave mentre era ormeggiata. A seguito della sconfitta dell'Impero nel primo conflitto mondiale, le rimanenti due navi da guerra passarono agli alleati con la Tegetthoff concessa all'Italia e demolita nel 1924 e la Prinz Eugen passata alla Francia e affondata come nave bersaglio per le scuole navali nel 1922.
| Nave               | Cannoni       | Dislocamento | Propulsione                   | Servizio               | Servizio         | Servizio            | Servizio                                                    |
| Nave               | Cannoni       | Dislocamento | Propulsione                   | Conclusione dei lavori | Varo             | Entrata in servizio | Destino                                                     |
| ------------------ | ------------- | ------------ | ----------------------------- | ---------------------- | ---------------- | ------------------- | ----------------------------------------------------------- |
| SMS Viribus Unitis | 12 x 30.48 cm | 20.008 t     | 2 turbine AEG-Curtis, 37 km/h | 1910                   | 24 giugno 1911   | 5 dicembre 1912     | Affondata da un mezzo d'assalto il 1º novembre 1918 a Pola. |
| SMS Tegetthoff     | 12 x 30.48 cm | 20.008 t     | 2 turbine AEG-Curtis, 37 km/h | 1910                   | 21 marzo 1912    | 14 luglio 1913      | Demolita nel 1924 in Italia                                 |
| SMS Prinz Eugen    | 12 x 30.48 cm | 20.008 t     | 2 turbine AEG-Curtis, 37 km/h | 1912                   | 30 novembre 1912 | 8 luglio 1914       | Affondata come nave bersaglio dalla Francia nel 1922        |
| SMS Szent István   | 12 x 30.48 cm | 20.008 t     | 2 turbine AEG-Curtis, 37 km/h | 1912                   | 17 novembre 1914 | 13 luglio 1915      | Affondata il 10 giugno 1918 da un mas italiano              |

### Classe Ersatz Monarch
La classe Ersatz Monarch fu una serie di quattro navi da battaglia della marina imperiale austriaca la cui progettazione avvenne a partire dal 1911. Tali navi erano essenzialmente una versione ingrandita della classe Tegetthoff e furono progettate per rimpiazzare la classe Monarch per la difesa delle coste. A causa della prima guerra mondiale, nessuna delle navi progettate venne varata e i cannoni costruiti vennero poi consegnati all'esercito austriaco che li utilizzò sul fronte italiano. Rimasero ad ogni modo i progetti delle navi da realizzare che riassumeremo come segue.
| Nave                   | Cannoni    | Dislocamento | Propulsione        | Servizio               | Servizio | Servizio            | Servizio                   |
| Nave                   | Cannoni    | Dislocamento | Propulsione        | Conclusione dei lavori | Varo     | Entrata in servizio | Destino                    |
| ---------------------- | ---------- | ------------ | ------------------ | ---------------------- | -------- | ------------------- | -------------------------- |
| Nave da battaglia VIII | 12 × 36 cm | 24,500 t     | 4 turbine, 38.9 km | —                      | —        | —                   | Ordine cancellato nel 1917 |
| Nave da battaglia IX   | 12 × 36 cm | 24,500 t     | 4 turbine, 38.9 km | —                      | —        | —                   | Ordine cancellato nel 1917 |
| Nave da battaglia X    | 12 × 36 cm | 24,500 t     | 4 turbine, 38.9 km | —                      | —        | —                   | Ordine cancellato nel 1917 |
| Nave da battaglia XI   | 12 × 36 cm | 24,500 t     | 4 turbine, 38.9 km | —                      | —        | —                   | Ordine cancellato nel 1917 |

## Incrociatori corazzati
- SMS Sankt Georg
- SMS Kaiser Karl VI
- SMS Kaiserin und Königin Maria Theresia

## Incrociatori
- SMS Admiral Spaun - incrociatore leggero
- Classe Helgoland
  - SMS Novara - incrociatore leggero
  - SMS Helgoland - incrociatore leggero
  - SMS Saida - incrociatore leggero
- Classe Zenta
  - SMS Szigetvár - incrociatore protetto (piccolo incrociatore)
  - SMS Aspern - incrociatore protetto (piccolo incrociatore)
  - SMS Zenta - incrociatore protetto (piccolo incrociatore)
- Classe Kaiser Franz Joseph I
  - SMS Kaiserin Elisabeth - incrociatore protetto (piccolo incrociatore)
  - SMS Kaiser Franz Joseph I - incrociatore protetto (piccolo incrociatore)
- Classe Panther
  - SMS Leopard - incrociatore protetto (piccolo incrociatore)
  - SMS Panther - incrociatore protetto (piccolo incrociatore)

## Navi da battaglia
- Classe Kaiser Max (1862)
  - SMS Kaiser Max — nave bunker, sino al 1876 fregata da battaglia
  - SMS Juan d’Austria — nave bunker, sino al 1876 fregata da battaglia
  - SMS Prinz Eugen — nave bunker, sino al 1878 fregata da battaglia
- SMS Tegetthoff (1878) — nave bunker
- SMS Kronprinz Erzherzog Rudolf — nave torre
- SMS Kronprinzessin Erzherzogin Stephanie — nave torre
- Classe Monarch
  - SMS Wien — nave per la difesa costiera
  - SMS Budapest — nave per la difesa costiera
  - SMS Monarch — nave per la difesa costiera

## Cannoniere fluviali
- SMS Sava (1915)
- SMS Inn (1915)[19]
- SMS Enns (1813)
- SMS Temes (1904)
- SMS Bodrog (1904)
- SMS Szamos (1892)
- SMS Körös (1892)
- SMS Maros (1871)
- SMS Leitha (1871)

## Cacciatorpediniere
- Classe Huszár (1905-1910)
  - SMS Dinara
  - SMS Csikós[20]
  - SMS Pandúr
  - SMS Réka[21]
  - SMS Turul
  - SMS Velebit
  - SMS Huszár
  - SMS Streiter
  - SMS Ulan
  - SMS Wildfang
  - SMS Uskoke
  - SMS Huszár 2º
  - SMS Scharfschütze[22]
  - SMS Warasdiner
- Classe Tátra (1912)
  - SMS Balaton
  - SMS Csepel
  - SMS Lika
  - SMS Orjen
  - SMS Tátra
  - SMS Triglav[23]
- Classe Ersatz Triglav (1916)
  - SMS Triglav 2º
  - SMS Lika 2º
  - SMS Dukla
  - SMS Uzsok
- SMS Magnet[24]
- SMS Satellit[25]
- SMS Trabant[26]
- SMS Planet
- SMS Blitz
- SMS Komet[27]
- SMS Meteor

## Torpediniere
- Classe Kaiman (1905-1910), 24 torpediniere:[28]
  - SM Tb Triton
  - SM Tb Alk
  - SM Tb Alligator
  - SM Tb Anaconda
  - SM Tb Delphin
  - SM Tb Drache
  - SM Tb Echse
  - SM Tb Greif
  - SM Tb Hai
  - SM Tb Hydra
  - SM Tb Kaiman[29]
  - SM Tb Kormoran
  - SM Tb Krake
  - SM Tb Krokodil[30]
  - SM Tb Molch
  - SM Tb Möwe
  - SM Tb Narwal
  - SM Tb Phönix[31]
  - SM Tb Pinguin
  - SM Tb Polyp
  - SM Tb Schwalbe
  - SM Tb Seehund
  - SM Tb Skorpion
  - SM Tb Wal
- SM Tb I sino a XXVI - siluranti
- SM Tb 1 sino a 39 - siluranti con protezione

## Sommergibili
- SM U1, SM U2, SM U3, SM U4, SM U5, SM U6, SM U7, SM U8, SM U9, SM U10, SM U11, SM U12, SM U13, SM U14

## Navi del Danubio
- SMS B, C e D

## Navi specializzate
- SMS Hulk Adria - nave scuola d'artiglieria
- SMS Feuerspeier - nave appoggio per la Hulk Adria
- SMS Sebenico - nave scuola[32]
- SMS Spalato - nave di gara
- SMS Hippos - nave di gara
- SMS Büffel - rimorchiatore[33]
- SMS Hulk Alpha - nave scuola per torpedinieri
- SMS Zara - nave appoggio per la Hulk Adria
- SMS Planet - nave appoggio per la Hulk Adria
- SMS Hulk Gamma - posamine
- SMS Basilisk - posamine
- SMS Dromedar - posamine
- SMS Salamander - posamine
- SMS Custoza - nave scuola per cadetti[34]
- SMS Hulk Schwarzenberg - nave scuola per ufficiali di marina
- SMS Donau - nave appoggio per la Schwarzenberg
- SMS Nautilus - nave appoggio per la Schwarzenberg
- SMS  Albatros - nave appoggio per la Schwarzenberg
- SMS Vulcan - Werkstättenhulk
- SMS Hulk Bellona - Nave di monitoraggio
- SMS Pluto - nave cisterna
- SMS Nymphe - unità d'addestramento per i cadetti di Marina
- SMS Nixe - nave cisterna d'acqua
- SMS Najade - nave cisterna, nave trasporto[35]
- SMS Miramar - yacht imperiale[36]
- SMS Lacroma - yacht imperiale
- SMS Taurus - yacht imperiale[37]
- SMS Dalmat - yacht imperiale
- SMS Cyclop - nave officina
- SMS Gäa ex Fürst Bismarck ex Moskwa - nave deposito siluri[38]
- SMS Pelikan - nave appoggio sommergibili[39]
- SMS Vesta - nave cisterna di petrolio